# Laevidentalium martyi
Laevidentalium martyi är en blötdjursart som beskrevs av Lamprell och Healy 1998. Laevidentalium martyi ingår i släktet Laevidentalium och familjen Laevidentaliidae. Inga underarter finns listade i Catalogue of Life.